# Yu
Yu (禹), Wielki Yu (chiń. 大禹; pinyin Dà Yǔ), urodzony jako Si Wenming (chiń. 姒文命; pinyin Sì Wénmìng) – półlegendarny władca starożytnych Chin, założyciel pierwszej dynastii Xia.
Jego panowanie datuje się na lata 2205–2198 p.n.e. lub 2070–2025 p.n.e. (ta druga wersja jest oficjalnie przyjmowaną w Chinach). Opublikowane w 2016 badania stratygraficzne i radiowęglowe wykazują duże prawdopodobieństwo zaistnienia powodzi w dorzeczu Huang He około roku 1920 p.n.e., być może tej, której opanowanie chińskie kroniki przypisują Wielkiemu Yu.
W klasycznych tekstach chińskich Yu przedstawiany jest jako władca idealny, wzór pracowitości, usłużności i pobożności. Każdy poddany Yu miał dostęp do jego pałacu i mógł zwrócić się do władcy ze skargą. Według podań jego największą zasługą było opanowanie wielkiej powodzi oraz uregulowanie rzek, dokonane poprzez budowę systemu kanałów i grobli. Przypisuje mu się także pokonanie zagrażającego Chinom ludu Miao i podział kraju na 9 prowincji. Do dziś krokiem Yu nazywa się charakterystyczny chód wykonywany w ludowej religii chińskiej podczas składania ofiar.
Yu był piątym z kolei następcą Huang Di, od czasów którego każdy władca wyznaczał swojego następcę. Dwór Yu nie zaakceptował jednak wskazanego przez niego następcy i na tronie został osadzony jego syn Qi. W ten sposób rozpoczęła się pierwsza dziedziczna dynastia w Chinach.